# MSC ベリッシマ
MSC ベリッシマ（MSC Bellissima）は、MSCクルーズが運航しているクルーズ客船。

## 概要
MSC メラヴィリア級の2番船として、2019年2月27日にフランスのアトランティーク造船所で竣工、引き渡された。
船価は8億5千万ドル。
3月2日にサウサンプトンで行われた命名式にて、女優ソフィア・ローレンによって命名され、3月4日よりジェノヴァへのクルーズでデビューした。
船内にLEDスクリーンの天井を持つ長さ96mのプロムナード「ガレリア・ベリッシマ」等を備えるほか、「ZOE（ゾーエ）」と称するバーチャル・パーソナル・クルーズ・アシスタント（音声対応人工知能装置）を初めて導入した。
日本への寄港は当初2020年の予定だったがコロナ禍で延期となり、2023年4月26日に横浜に寄港したのが初であった。
本船は17万総トン超で、日本に寄港した客船としては2019年のスペクトラム・オブ・ザ・シーズ（169,379総トン）を抜いて最大となった。
2024年7月10日には済州島で開催された「2024アジア・クルーズ・フォーラム・チェジュ」にて2024年の「アジア・ベスト・クルーズ・シップ」に選ばれた。

## 同型船
- 1番船　「MSC メラヴィリア（Viking Sea）」

2017年5月31日竣工。
この他、拡大型のメラヴィリア・プラス・クラスが3隻、2019年、2021年、2023年に建造された。